# Nethinius nanus
Nethinius nanus là một loài bọ cánh cứng trong họ Cerambycidae.